# Harold Montague Hinde
Harold Montague Hinde, britanski častnik, * 24. avgust 1895, Southsea, Anglija, † 16. november 1965, Santa Margherita Ligure, Italija.